# 詹尼·因凡蒂诺
詹尼·因凡蒂诺（義大利語：Gianni Infantino，1970年3月23日—），出生于瑞士瓦莱州，拥有瑞士和意大利双重国籍，2016年2月26日当选为第九任国际足球联合会主席。2020年1月10日成为国际奥林匹克委员会委员。

## 生平
2020年，瑞士檢察院向涉嫌參與秘密交易的因凡蒂諾提出刑事訴訟。 因凡蒂諾通過為自己辯護聲稱“與瑞士總檢察長會面是完全合法的，而且完全合法。這沒有違反任何規定。”